# Le Plessis-Trévise

Położenie Le Plessis-Trévise w ramach aglomeracji paryskiej

Plessis-Trévise – miejscowość i gmina we Francji, w regionie Île-de-France, w departamencie Dolina Marny.
Według danych na rok 1990 gminę zamieszkiwały 14 583 osoby, a gęstość zaludnienia wynosiła 3376 osób/km² (wśród 1287 gmin regionu Île-de-France Plessis-Trévise plasuje się na 194. miejscu pod względem liczby ludności, natomiast pod względem powierzchni na miejscu 729.).